# حادثه فرودگاه تنریفه
فاجعهٔ فرودگاه تنریف در تاریخ ۲۷ مارس ۱۹۷۷ روی داد، زمانی که دو هواپیمای مسافربری بوئینگ ۷۴۷ در باند فرودگاه لوس رودئوس (امروزه فرودگاه تنریف شمالی) در جزیرهٔ تنریفه، متعلق به اسپانیا، با یکدیگر برخورد کردند. این رویداد در ساعت ۵:۰۶ بعدازظهر به زمان اروپای غربی (یوتی‌سی+۰) و در مه غلیظ رخ داد، زمانی که پرواز ۴۸۰۵ کاال‌ام برخاست خود را آغاز کرد و با سمت راست هواپیمای پرواز ۱۷۳۶ پان ام که هنوز روی باند بود برخورد کرد. این برخورد و آتش‌سوزیِ حاصل از آن موجب کشته شدن تمام ۲۴۸ نفر سرنشین کاال‌ام و ۳۳۵ نفر از ۳۹۶ سرنشین پان امریکن ورلد ایرویز شد و تنها ۶۱ نفر در بخش جلویی هواپیمای دوم جان سالم به‌در بردند. با مجموع ۵۸۳ کشته، این فاجعه مرگبارترین سانحهٔ تاریخ هوانوردی به‌شمار می‌رود.
دو هواپیما پیش‌تر در همان یک‌شنبه در فرودگاه تنریف شمالی فرود آمده بودند و از جملهٔ چندین هواپیمایی بودند که به دلیل انفجار بمب در مقصد اصلی‌شان، فرودگاه گرن کناریا، به تنریف شمالی تغییر مسیر داده شده بودند. فرودگاه به‌دلیل ازدحام ناشی از هواپیماهای پارک‌شده که تنها خزشراه موجود را مسدود کرده بودند، با کمبود فضا مواجه شد و همین امر باعث شد هواپیماهای آمادهٔ برخاست، از باند برای خزش استفاده کنند. توده‌هایی از مه غلیظ در حال حرکت بر فراز باند بودند و در نتیجه دید خلبانان و مراقبت پرواز به‌شدت کاهش یافته بود.
بررسی‌های بعدی از سوی مقام‌های اسپانیایی نتیجه‌ گرفت که علت اصلی سانحه، تصمیم خلبان هواپیمای کاال‌ام برای برخاست بود، در حالی که به‌اشتباه تصور می‌کرد از سوی مراقبت پرواز مجوز برخاست صادر شده است. بازرسان هلندی تأکید بیشتری بر وجود سوءتفاهم متقابل در ارتباطات رادیویی میان خدمهٔ کاال‌ام و مراقبت پرواز داشتند، اما در نهایت شرکت کاال‌ام پذیرفت که خدمهٔ آن مسئول این سانحه بودند و این شرکت موافقت کرد که به خانوادهٔ تمام قربانیان غرامت مالی بپردازد.
این سانحه تأثیری ماندگار بر صنعت هوانوردی گذاشت و به‌ویژه اهمیت حیاتی استفاده از ارتباطات هوانوردی در مکالمات رادیویی را برجسته کرد. رویه‌های کابین خلبان نیز مورد بازنگری قرار گرفت و این امر به تثبیت مدیریت منابع خدمه به‌عنوان بخشی بنیادین از آموزش خلبانان هواپیمایی انجامید. دیگر کاپیتان به‌عنوان فردی خطاناپذیر تلقی نمی‌شود و مشارکت جمعی خدمه در عملیات هواپیما مورد تشویق قرار می‌گیرد.

## سابقهٔ پرواز
تنریفه توقفی برنامه‌ریزی‌نشده برای هر دو پرواز بود. مقصد آن‌ها فرودگاه گرن کناریا (که با نام‌های فرودگاه لاس پالماس یا فرودگاه گاندو نیز شناخته می‌شود) بود که به لاس پالماس در جزیرهٔ مجاور گران کاناریا خدمات‌رسانی می‌کند.

### پرواز ۴۸۰۵ کاال‌ام

کاپیتان یاکوب فلدهاوزن فان زانتن از کاال‌ام در تبلیغی از سال ۱۹۷۷ برای این شرکت هواپیمایی

پرواز ۴۸۰۵ کاال‌ام یک پرواز چارتر برای شرکت مسافرتی هلند اینترنشنال بود که از فرودگاه اسخیپول، هلند وارد شده بود. خدمهٔ کابین خلبان شامل کاپیتان یاکوب فلدهاوزن فان زانتن (۵۰ ساله)، افسر اول کلاس مورز (۴۲ ساله) و مهندس پرواز ویلم شرودر (۴۸ ساله) بود. در زمان وقوع سانحه، فان زانتن مربی ارشد پرواز کاال‌ام بود و ۱۱٬۷۰۰ ساعت سابقهٔ پرواز داشت که ۱٬۵۴۵ ساعت آن مربوط به هواپیمای ۷۴۷ بود. مورز دارای ۹٬۲۰۰ ساعت پرواز بود که ۹۵ ساعت آن را با هواپیمای ۷۴۷ گذرانده بود. شرودر نیز ۱۷٬۰۳۱ ساعت پرواز داشت که ۵۴۳ ساعت آن با هواپیمای ۷۴۷ بود.
هواپیما یک بوئینگ ۷۴۷-۲۰۶بی با شمارهٔ ثبت PH-BUF بود که راین نام داشت. جت کاال‌ام حامل ۱۴ خدمه و ۲۳۵ مسافر، از جمله ۵۲ کودک بود. بیشتر مسافران کاال‌ام اهل هلند بودند؛ همچنین چهار آلمانی، دو اتریشی و دو آمریکایی نیز در میان مسافران حضور داشتند. پس از فرود هواپیما در تنریفه، مسافران به ترمینال فرودگاه منتقل شدند. یکی از مسافران ورودی به نام روبینا فان لانشوت که با دوست‌پسرش در این جزیره زندگی می‌کرد، تصمیم گرفت دوباره سوار هواپیمای ۷۴۷ نشود، بنابراین ۲۳۴ مسافر در هواپیما باقی ماندند.

### پرواز ۱۷۳۶ پان ام
پرواز ۱۷۳۶ پان ام نیز یک پرواز چارتر بود که توسط شرکت کشتیرانی یونانی رویال کروز لاین ترتیب داده شده بود. این پرواز از فرودگاه بین‌المللی لس آنجلس آغاز شده و در فرودگاه بین‌المللی جان اف کندی در نیویورک توقف میانی داشت. هواپیما یک بوئینگ ۷۴۷-۱۲۱ با شمارهٔ ثبت N736PA بود که کلیپر ویکتور نام داشت. از میان ۳۸۰ مسافر (که بیشترشان در سنین بازنشستگی بودند ولی دو کودک نیز در میانشان بود)، ۱۴ نفر در نیویورک سوار شده بودند و خدمهٔ پرواز نیز در همان‌جا تعویض شده بودند. به‌جز پنج نفر، تمام مسافران این پرواز آمریکایی بودند؛ مسافران غیرآمریکایی همگی تابعیت کانادا داشتند. آن‌ها در راه سوار شدن به کشتی تفریحی ادیسهٔ طلایی برای یک سفر ۱۴ روزه در مدیترانه بودند.
خدمهٔ جدید شامل کاپیتان ویکتور گرا‌بز (۵۶ ساله)، افسر اول رابرت براگ (۳۹ ساله)، مهندس پرواز جرج وارنز (۴۶ ساله) و ۱۳ مهماندار بود. در زمان وقوع سانحه، گرا‌بز ۲۱٬۰۴۳ ساعت سابقهٔ پرواز داشت که ۵۶۴ ساعت آن مربوط به هواپیمای ۷۴۷ بود. براگ دارای ۱۰٬۸۰۰ ساعت پرواز بود که ۲٬۷۹۶ ساعت آن را با ۷۴۷ انجام داده بود. وارنز نیز ۱۵٬۲۱۰ ساعت پرواز داشت که ۵۵۹ ساعت آن بر روی ۷۴۷ بود.
کلیپر ویکتور هواپیمایی با اهمیت تاریخی بود، چرا که نخستین بوئینگ ۷۴۷ بود که یک پرواز تجاری را انجام داد؛ این پرواز در ۲۱ ژانویهٔ ۱۹۷۰ از فرودگاه جان اف کندی به فرودگاه هیترو لندن انجام شد. در دوم اوت ۱۹۷۰ و در نخستین سال فعالیت خود، این هواپیما همچنین نخستین ۷۴۷یی شد که مورد هواپیماربایی قرار گرفت: در مسیر بین فرودگاه جان اف کندی و فرودگاه بین‌المللی لوئیز مونز مارین در سان خوآن، به فرودگاه بین‌المللی خوزه مارتی در هاوانا، کوبا منحرف شد.

## سانحه

### منحرف شدن هواپیماها به لوس‌رودئوس

راین (جلو) و کلیپر ویکتور (مرکز) در فرودگاه لوس‌رودئوس در روز سانحه

هر دو پرواز تا زمانی که به نزدیکی جزایر رسیدند، پروازهایی عادی بودند. در ساعت ۱۳:۱۵، یک بمب کار گذاشته‌شده توسط جنبش جدایی‌طلب جنبش استقلال جزایر قناری در ترمینال فرودگاه گرن کناریا منفجر شد و هشت نفر را مجروح کرد. به‌دلیل تهدید به وجود بمب دوم، مقام‌های هوانوردی غیرنظامی بلافاصله پس از انفجار، فرودگاه را به‌طور موقت بستند و همهٔ پروازهای ورودی به مقصد گرن کناریا، از جمله دو هواپیمای درگیر در این سانحه، به لوس‌رودئوس منحرف شدند. خدمهٔ پان ام اعلام کردند ترجیح می‌دهند تا زمان دریافت مجوز فرود در یک الگوی انتظار در آسمان باقی بمانند (آن‌ها به‌اندازهٔ دو ساعت سوخت کافی برای پرواز داشتند)، اما به آن‌ها دستور داده شد به تنریفه منحرف شوند.
فرودگاه لوس‌رودئوس یک فرودگاه منطقه‌ای بود که نمی‌توانست به‌آسانی پذیرای تمام ترافیک منحرف‌شده از گرن کناریا باشد؛ این ترافیک شامل پنج هواپیمای جت بزرگ می‌شد. این فرودگاه تنها یک باند فرودگاه و یک خزشراه اصلی داشت که به‌صورت موازی با باند کشیده شده بود و چهار خزشراه کوتاه، این دو را به یکدیگر متصل می‌کردند. در مدتی که هواپیماها منتظر بازگشایی فرودگاه گرن کناریا بودند، آن‌چنان فضای زیادی اشغال شده بود که مجبور شدند هواپیماها را روی خزشراه اصلی پارک کنند و همین باعث شد این خزشراه برای تاکسی کردن قابل استفاده نباشد. در عوض، هواپیماهای آمادهٔ برخاست باید برای قرار گرفتن در موقعیت برخاست، روی خود باند حرکت می‌کردند؛ روشی که به آن بک‌تاکسی یا برگشت بر باند گفته می‌شود.
پس از آن‌که تهدید به بمب‌گذاری مهار شد، مقام‌ها فرودگاه گرن کناریا را دوباره بازگشایی کردند. هواپیمای پان ام آمادهٔ برخاست از تنریفه بود، اما دسترسی به باند توسط هواپیمای کاال‌ام و یک خودروی سوخت‌گیری مسدود شده بود؛ کاپیتان کاال‌ام تصمیم گرفته بود به‌جای سوخت‌گیری در لاس پالماس، به‌طور کامل در لوس‌رودئوس سوخت‌گیری کند، ظاهراً برای صرفه‌جویی در زمان. هواپیمای پان ام نمی‌توانست از کنار هواپیمای در حال سوخت‌گیری کاال‌ام عبور کرده و به باند برسد، زیرا فاصلهٔ ایمن کافی میان دو هواپیما وجود نداشت و این فاصله تنها ۳٫۷ متر (۱۲ فوت) بود. عملیات سوخت‌گیری حدود ۳۵ دقیقه طول کشید و پس از آن مسافران به هواپیما بازگردانده شدند. جستجو برای یک خانوادهٔ چهارنفرهٔ هلندی که به هواپیمای منتظر کاال‌ام بازنگشته بودند، پرواز را بیش‌تر به تأخیر انداخت. علاوه بر این، روبینا فان لانشوت، راهنمای تور، تصمیم گرفت برای پرواز به لاس پالماس دوباره سوار هواپیما نشود، چون ساکن تنریفه بود و فکر می‌کرد منطقی نیست به گرن کناریا پرواز کند و روز بعد دوباره به تنریفه بازگردد. بنابراین هنگام وقوع سانحه سوار هواپیمای کاال‌ام نبود و تنها بازماندهٔ کسانی شد که با پرواز ۴۸۰۵ از آمستردام به تنریفه آمده بودند.

### تاکسی کردن و آمادگی برای برخاست
برج مراقبت به هواپیمای کاال‌ام دستور داد تا تمام طول باند را تاکسی کند و سپس یک گردش ۱۸۰ درجه انجام دهد تا در موقعیت برخاست قرار گیرد. هنگامی که هواپیمای کاال‌ام در حال بک‌تاکسی بر روی باند بود، مراقبت پرواز از خدمهٔ پروازی خواست تا زمانی که آمادهٔ دریافت مجوز برج مراقبت هستند، اطلاع دهند. از آن‌جا که خدمه در حال اجرای فهرست بررسی بودند، دریافت مجوز تا زمانی که هواپیما در موقعیت برخاست قرار گیرد، به تعویق افتاد.

نقشهٔ ساده‌شدهٔ باند، خزشراه‌ها و موقعیت هواپیماها. ستارهٔ قرمز محل برخورد را نشان می‌دهد. اندازه‌ها مقیاس واقعی را نشان نمی‌دهند.

کمی بعد، به هواپیمای پان ام نیز دستور داده شد تا همان باند را دنبال کند، از خروجی سوم در سمت چپ خارج شود و سپس از خزشراه موازی استفاده کند. در ابتدا، خدمهٔ پروازی مطمئن نبودند که مراقبت پرواز به آن‌ها گفته از خروجی اول یا سوم استفاده کنند. آن‌ها درخواست شفاف‌سازی کردند و مراقبت پرواز با تأکید پاسخ داد: «سومی قربان؛ یک، دو، سه؛ سومی، سومی.» خدمه تاکسی را آغاز کردند و با رسیدن به هر خروجی، با استفاده از نقشهٔ فرودگاه، خزشراه‌های بدون علامت را شناسایی می‌کردند.
خدمهٔ پان ام توانستند دو خروجی اول (C1 و C2) را با موفقیت شناسایی کنند، اما گفت‌وگوهای آن‌ها در کابین نشان می‌داد که خروجی سوم (C3) را که دستور داشتند از آن استفاده کنند، مشاهده نکرده بودند. هیچ‌گونه نشانه‌گذاری یا علامتی برای شناسایی خروجی‌های باند وجود نداشت و شرایط دید نیز نامساعد بود. به نظر می‌رسد که خدمهٔ پان ام تا لحظهٔ برخورد، که نزدیک تقاطع با خروجی چهارم (C4) رخ داد، از موقعیت دقیق خود روی باند مطمئن نبودند.
زاویهٔ خروجی سوم به‌گونه‌ای بود که هواپیما می‌بایست یک گردش ۱۴۸ درجه‌ای انجام می‌داد، که دوباره آن را به‌سمت صحن اصلی و همچنان شلوغ بازمی‌گرداند. در انتهای C3، هواپیمای پان ام باید یک گردش ۱۴۸ درجه‌ای دیگر انجام می‌داد تا بتواند تاکسی را به‌سوی ابتدای باند ادامه دهد؛ چیزی شبیه به حرف Z وارونه. استفاده از خزشراه C4 تنها مستلزم دو گردش ۳۵ درجه‌ای بود. مطالعه‌ای که پس از سانحه توسط انجمن بین‌المللی خلبانان خطوط هوایی (ALPA) انجام شد، نتیجه گرفت که انجام گردش دوم ۱۴۸ درجه‌ای در انتهای خزشراه C3 «از نظر عملی تقریباً غیرممکن» بود. گزارش رسمی منتشرشده از سوی مقامات اسپانیایی توضیح می‌دهد که برج مراقبت به هواپیمای پان ام دستور استفاده از خروجی سوم را داد، چون این نخستین خروجی‌ای بود که از آن می‌شد به بخش باز و بدون مانعِ خزشراه موازی رسید. این دستورها که از سوی مراقبان فرودگاه صادر شده بود، نشان‌دهندهٔ آشنایی ناکافی آن‌ها با دشواری‌های هدایت هواپیماهای بزرگی چون ۷۴۷ بود.

### شرایط آب‌و‌هوایی در لوس‌رودئوس
فرودگاه لوس‌رودئوس در ارتفاع ۶۳۳ متر (۲٬۰۷۷ فوت) از سطح دریای آزاد قرار دارد، که همین موضوع موجب پدید آمدن شرایط آب‌و‌هوایی‌ای متفاوت از بسیاری از فرودگاه‌های دیگر می‌شود. ابرهایی که در ناحیهٔ ساحلی مجاور در ارتفاع ۶۰۰ متر (۲٬۰۰۰ فوت) از سطح زمین قرار دارند، در لوس‌رودئوس در سطح زمین ظاهر می‌شوند. حرکت توده‌های ابری با چگالی‌های متفاوت باعث تغییرات شدید در دید می‌شود؛ به‌طوری که در یک لحظه دید بدون مانع است و در لحظه‌ای دیگر به زیر حد قانونی می‌رسد. برخورد در یک تودهٔ ابری با چگالی بالا رخ داد.
خدمهٔ پان ام بلافاصله پس از ورود به باند با دید ضعیف و در حال وخامت سریع مواجه شدند. بر اساس گزارش انجمن بین‌المللی خلبانان خطوط هوایی، زمانی که هواپیمای پان ام در حال تاکسی به‌سوی باند بود، دید در حدود ۵۰۰ متر (۱٬۶۰۰ فوت) بود. مدت کوتاهی پس از گردش به روی باند، این دید به کمتر از ۱۰۰ متر (۳۳۰ فوت) کاهش یافت.
در همین حال، هواپیمای کاال‌ام همچنان در وضعیت دید خوب قرار داشت، اما توده‌های ابری در حال حرکت به‌سمت آن‌ها و پایین باند بودند. هواپیما گردش ۱۸۰ درجه‌ای خود را در هوایی نسبتاً صاف به پایان رساند و در امتداد باند ۳۰ قرار گرفت. تودهٔ ابری بعدی در فاصلهٔ ۹۰۰ متر (۳٬۰۰۰ فوت) پایین باند قرار داشت و با سرعتی در حدود ۱۲ گره (۱۴ مایل بر ساعت؛ ۲۲ کیلومتر بر ساعت) به‌سمت هواپیما حرکت می‌کرد.

### سوءتفاهم‌های ارتباطی
| گفت‌وگوهای کابین خلبان و برج مراقبت |
| این گفت‌وگوها از طریق ضبط صدای کابین خلبان هر دو هواپیما و نوارهای ضبط‌شدهٔ برج مراقبت فرودگاه تنریفه به دست آمده‌اند. 1705:36–1706:50۱۷۰۵:۳۶٫۷ [افسر اول کاال‌ام فهرست پیش از پرواز را کامل می‌کند. هواپیمای ۴۸۰۵ در انتهای باند، در موقعیت برخاست قرار گرفته است.] ۱۷۰۵:۴۱٫۵ افسر اول کاال‌ام یک دقیقه صبر کن، ما هنوز مجوز ATC را نداریم. [ظاهراً این جمله در واکنش به جلو بردن اهرم‌های قدرت بیان شده است.] کاپیتان کاال‌ام نه، می‌دانم، ادامه بده، بپرس. ۱۷۰۵:۴۴٫۶–۱۷۰۵:۵۰٫۸ (رادیو کاال‌ام) کاال‌ام چهار هشت صفر پنج اکنون آمادهٔ برخاست است و در انتظار دریافت مجوز ATC هستیم. ۱۷۰۵:۵۳٫۴–۱۷۰۶:۰۸٫۱ برج تنریفه کاال‌ام هشت هفت صفر پنج [کذا] شما مجازید به رادیو بیکن پاپا بروید، اوج بگیرید و در سطح پرواز نود باقی بمانید، پس از برخاست گردش به راست انجام دهید و در مسیر صفر چهار صفر تا قطع شعاع ۳۲۵ فرستندهٔ لاس پالماس ادامه دهید. ۱۷۰۶:۰۷٫۴ کاپیتان کاال‌ام بله. ۱۷۰۶:۰۹٫۶–۱۷۰۶:۱۷٫۸ (رادیو کاال‌ام) دریافت شد قربان، ما مجازیم به بیکن پاپا در سطح پرواز نود، گردش به راست به سمت صفر چهار صفر تا قطع شعاع ۳۲۵. اکنون در حال برخاست هستیم [یا: «ام… در حال برخاستیم»]. ۱۷۰۶:۱۱٫۱ [ترمزهای کاال‌ام رها می‌شوند.] ۱۷۰۶:۱۲٫۳ کاپیتان کاال‌ام We gaan … check thrust. [حرکت می‌کنیم… قدرت را چک کن.] ۱۷۰۶:۱۴٫۰ [شتاب‌گیری موتور در کابین کاال‌ام شنیده می‌شود.] ۱۷۰۶:۱۸٫۲–۱۷۰۶:۲۱٫۲ برج تنریفه بسیار خب… برای برخاست آماده باشید، بعداً تماس می‌گیرم. [به‌دلیل تداخل رادیویی، خدمهٔ کاال‌ام تنها ابتدای این پیام را به‌وضوح شنیدند.] ۱۷۰۶:۱۹٫۳ کاپیتان پان ام نه… اه. ۱۷۰۶:۲۰٫۳ (رادیو پان ام) و ما هنوز داریم در باند تاکسی می‌کنیم، کلیپر یک هفت سه شش. [این پیام به‌طور کامل برای خدمهٔ کاال‌ام واضح نبود به‌دلیل تداخل رادیویی.] ۱۷۰۶:۲۵٫۵ برج تنریفه آه، پاپا آلفا یک هفت سه شش، گزارش دهید که باند را ترک کرده‌اید. ۱۷۰۶:۲۹٫۶ (رادیو پان ام) باشه، وقتی ترک کردیم گزارش می‌دیم. ۱۷۰۶:۳۱٫۷ برج تنریفه ممنون. [این آخرین ارتباط رادیویی میان دو هواپیما بود. از این به بعد، همهٔ مکالمات مربوط به کابین خلبانان است.] 1706:32–1706:401706:32.1 کاپیتان پان ام بیاین از این‌جا بزنیم بیرون. ۱۷۰۶:۳۴٫۹ افسر اول پان ام آره، انگار عجله داره، نه؟ ۱۷۰۶:۳۶٫۲ مهندس پرواز پان ام آره، بعد از این‌که ما رو یه ساعت و نیم نگه داشت، اون حرامزاده حالا عجله داره. ۱۷۰۶:۳۲٫۴ مهندس پرواز کاال‌ام Is hij er niet af dan? [یعنی اون هنوز تخلیه نکرده؟] ۱۷۰۶:۳۴٫۱ کاپیتان کاال‌ام Wat zeg je? [چی گفتی؟] ۱۷۰۶:۳۴٫۲ شخص نامشخص در کاال‌ام آره. ۱۷۰۶:۳۴٫۷ مهندس پرواز کاال‌ام Is hij er niet af, die Pan American? [اون پان امریکن هنوز تخلیه نکرده؟] ۱۷۰۶:۳۵٫۷ کاپیتان کاال‌ام Jawel. [چرا. (با تأکید)] 1706:40–1706:501706:40.5 [کاپیتان پان ام چراغ‌های فرود هواپیمای کاال‌ام را در حدود ۷۰۰ متری می‌بیند.] ۱۷۰۶:۴۰٫۶ کاپیتان پان ام اونجاست… نگاه کن! لعنتی داره میاد! ۱۷۰۶:۴۵٫۹ افسر اول پان ام برو کنار! برو کنار! برو کنار! ۱۷۰۶:۴۳٫۵ افسر اول کاال‌ام وی-۱. ۱۷۰۶:۴۴٫۰ [هواپیمای PH-BUF (پرواز ۴۸۰۵ کاال‌ام) عملیات چرخش را آغاز می‌کند.] ۱۷۰۶:۴۷٫۴ کاپیتان کاال‌ام لعنتی! ۱۷۰۶:۴۸ کاپیتان پان ام لعنت به این! ۱۷۰۶:۴۹٫۷ PH-BUF (پرواز ۴۸۰۵ کاال‌ام) صدای برخورد را ثبت می‌کند. ۱۷۰۶:۵۰ N736PA (پرواز ۱۷۳۶ پان ام) صدای برخورد را ثبت می‌کند. |

بلافاصله پس از قرار گرفتن در امتداد باند، کاپیتان کاال‌ام اهرم‌های قدرت را جلو برد و هواپیما شروع به حرکت کرد. مورز به او یادآوری کرد که هنوز مجوز برج مراقبت صادر نشده است و فلدهاوزن فان زانتن پاسخ داد: «نه، می‌دانم. ادامه بده، بپرس.» سپس مورز از طریق رادیو به برج اعلام کرد که آن‌ها «برای برخاست آماده‌اند» و «در انتظار دریافت مجوز برج مراقبت هستند». مراقبت پرواز نیز از طریق رادیو به هواپیمای کاال‌ام پاسخ داد (در حالی که آن‌ها را با رمز فراخوان اشتباهی خطاب قرار داد، هرچند کاال‌ام پیام را متعلق به خود تفسیر کرد) و دستوراتی مربوط به مسیر بعد از برخاست را صادر کرد، اما مجوز برخاست صادر نکرد. برای پیچیده‌تر شدن وضعیت، مراقبت پرواز در این پیام از واژهٔ «برخاست» استفاده کرده بود، که ممکن است فلدهاوزن فان زانتن را به این نتیجه رسانده باشد که مجوز برخاست صادر شده است.
مورز مجوز پروازی را برای برج بازخوانی کرد و بازخوانی خود را با جملهٔ «اکنون در حالت برخاست هستیم» به پایان رساند، اگرچه هنوز مشخص نیست که آیا گفته شده بود «در حالت برخاست هستیم» یا «در حال برخاست هستیم». فلدهاوزن فان زانتن در میانهٔ بازخوانی افسر اول، جملهٔ «راه می‌افتیم» را گفت.
برج مراقبت که به‌دلیل وجود مه نمی‌توانست باند را ببیند و هیچ‌گونه رادار زمینی نیز در فرودگاه در اختیار نداشت، در ابتدا با عبارت «باشه» (اصطلاحی غیر استاندارد) پاسخ داد، که این پاسخ سوءبرداشت کاپیتان کاال‌ام را مبنی بر دریافت مجوز برخاست تقویت کرد. پاسخ «باشه» از سوی برج به جملهٔ غیراستاندارد افسر اول که گفته بود «اکنون در حالت برخاست هستیم»، احتمالاً به این دلیل بود که کنترلر تصور کرده آن‌ها در موقعیت برخاست قرار دارند و منتظر دریافت مجوز هستند، نه اینکه در حال برخاست باشند. برج مراقبت بلافاصله پس از آن افزود: «برای برخاست آماده باشید؛ با شما تماس خواهم گرفت»، که نشان می‌داد او قصد نداشت پیامش به‌عنوان مجوز برخاست تفسیر شود.
یک تماس هم‌زمان از سوی خدمهٔ پان ام باعث تداخل روی فرکانس رادیویی شد، که در کابین کاال‌ام به‌صورت صدایی تیز و بلند به‌مدت حدود سه ثانیه (یا هیتروداین) شنیده شد. این تداخل باعث شد خدمهٔ کاال‌ام بخش حیاتی پایانی پاسخ برج را از دست بدهند. پیام خدمهٔ پان ام این بود: «ما هنوز داریم روی باند تاکسی می‌کنیم، کلیپر یک هفت سه شش!» این پیام نیز به‌دلیل همان تداخل، برای خدمهٔ کاال‌ام قابل شنیدن نبود. هر یک از این پیام‌ها، اگر در کابین کاال‌ام شنیده می‌شد، می‌توانست خدمه را از وضعیت آگاه کرده و به آن‌ها فرصت لغو عملیات برخاست را بدهد.
به‌دلیل وجود مه، هیچ‌یک از خدمه‌ها نمی‌توانستند هواپیمای دیگر را روی باند پیش روی خود ببینند. علاوه بر این، از برج مراقبت نیز هیچ‌یک از هواپیماها قابل رؤیت نبودند، زیرا فرودگاه به رادار زمینی مجهز نبود.
پس از آن‌که هواپیمای کاال‌ام عملیات برخاست را آغاز کرد، برج مراقبت به خدمهٔ پان ام دستور داد که «گزارش دهید باند را ترک کرده‌اید». خدمهٔ پان ام پاسخ دادند: «باشه، وقتی ترک کردیم گزارش می‌دیم.» با شنیدن این پیام، مهندس پرواز کاال‌ام نگرانی خود را دربارهٔ این‌که آیا هواپیمای پان ام هنوز روی باند است یا نه، با پرسیدن از خلبانان کابین ابراز کرد و گفت: «اون پان امریکن هنوز تخلیه نکرده؟» فلدهاوزن فان زانتن با لحنی قاطع پاسخ داد: «چرا، چرا» و برخاست را ادامه داد.برخورد

پویانمایی برخورد هواپیمای پان ام (چپ) و هواپیمای کاال‌ام (راست)

بر اساس اطلاعات ضبط صدای کابین خلبان (CVR)، کاپیتان پان ام هنگامی که چراغ‌های فرود هواپیمای کاال‌ام را از میان مه دید و هواپیمایش به خروجی C4 نزدیک می‌شد، گفت: «اونجاست!» وقتی مشخص شد که هواپیمای کاال‌ام با سرعت برخاست نزدیک می‌شود، کاپیتان گرابز فریاد زد: «لعنتی، اون حروم‌زاده داره میاد!» در حالی که افسر اول، رابرت براگ، فریاد می‌زد: «برو کنار! برو کنار! برو کنار!» گرابز با تمام قدرت اهرم‌های موتور را جلو برد و یک گردش تند به چپ به‌سمت چمن‌ها انجام داد تا از برخورد اجتناب کند.
تا زمانی که خلبانان کاال‌ام هواپیمای پان ام را دیدند، از سرعت وی۱ (V1) گذشته بودند و سرعتشان برای توقف بیش از حد بالا بود. خلبانان در اقدامی ناامیدانه زودتر از موعد اقدام به چرخش دماغه هواپیما کرده و تلاش کردند با برخاستن از زمین از روی هواپیمای پان ام عبور کنند که باعث ایجاد برخورد دم در ارتفاع ۲۲ متر (۷۲ فوت) شد. هواپیمای کاال‌ام در فاصلهٔ حدود ۱۰۰ متر (۳۳۰ فوت) از پان ام بود و با سرعت تقریبی ۱۴۰ گره (۲۶۰ کیلومتر بر ساعت؛ ۱۶۰ مایل بر ساعت) از زمین برخاست. ارابهٔ فرود دماغهٔ آن از روی هواپیمای پان ام عبور کرد، اما موتورها و بدنهٔ پایین‌دست سمت چپ و ارابهٔ فرود اصلی با بخش بالایی سمت راست بدنهٔ پان ام برخورد کردند، و قسمت میانی جت پان ام را تقریباً به‌طور مستقیم در بالای بال‌ها پاره کردند. موتورها در سمت راست، عرشهٔ بالایی پان ام را دقیقاً پشت کابین خلبان شکافتند و همهٔ مسافرانی را که در آن محل نشسته بودند، به‌طور آنی کشتند.
هواپیمای کاال‌ام برای مدتی کوتاه در هوا باقی ماند، اما برخورد باعث جدا شدن موتور شمارهٔ ۱ (سمت چپ بیرونی) شد، مقادیر زیادی از قطعات خردشده وارد موتور شمارهٔ ۲ (سمت چپ درونی) گردید و بال‌ها آسیب دیدند. هواپیما بلافاصله دچار واماندگی شد، به‌شدت واژگون گردید و حدود ۱۵۰ متر (۵۰۰ فوت) پس از محل برخورد به زمین اصابت کرد و سپس حدود ۳۰۰ متر (۱٬۰۰۰ فوت) دیگر روی باند سر خورد. در لحظهٔ برخورد با باند، سوخت پر که پیش‌تر باعث تأخیر در پرواز شده بود، فوراً مشتعل شد و توپ آتشینی ایجاد کرد که مهار آن برای چندین ساعت ممکن نشد. یکی از ۶۱ بازماندهٔ پرواز پان ام گفته است که نشستن در قسمت دماغه احتمالاً جانش را نجات داده: «ما همه سر جای خود نشستیم، و ناگهان انفجاری رخ داد و تمام طرف بندر، یعنی سمت چپ هواپیما، کاملاً شکافته شد».
فلدهاوزن فان زانتن رئیس آموزش پرواز کاال‌ام و یکی از ارشدترین خلبانان این شرکت بود. حدود دو ماه پیش از وقوع سانحه، او آزمون احراز صلاحیت پرواز با بوئینگ ۷۴۷ را برای افسر اول پرواز ۴۸۰۵ برگزار کرده بود. عکس او در مواد تبلیغاتی شرکت مانند آگهی‌های مجله‌ای، از جمله مجلهٔ درون‌پروازی موجود در هواپیمای PH-BUF، استفاده شده بود. کاال‌ام در ابتدا پیشنهاد کرده بود که فلدهاوزن فان زانتن در روند تحقیقات کمک کند، بی‌آن‌که آگاه باشد او همان کاپیتانی بوده که در سانحه جان باخته است.

## قربانیان

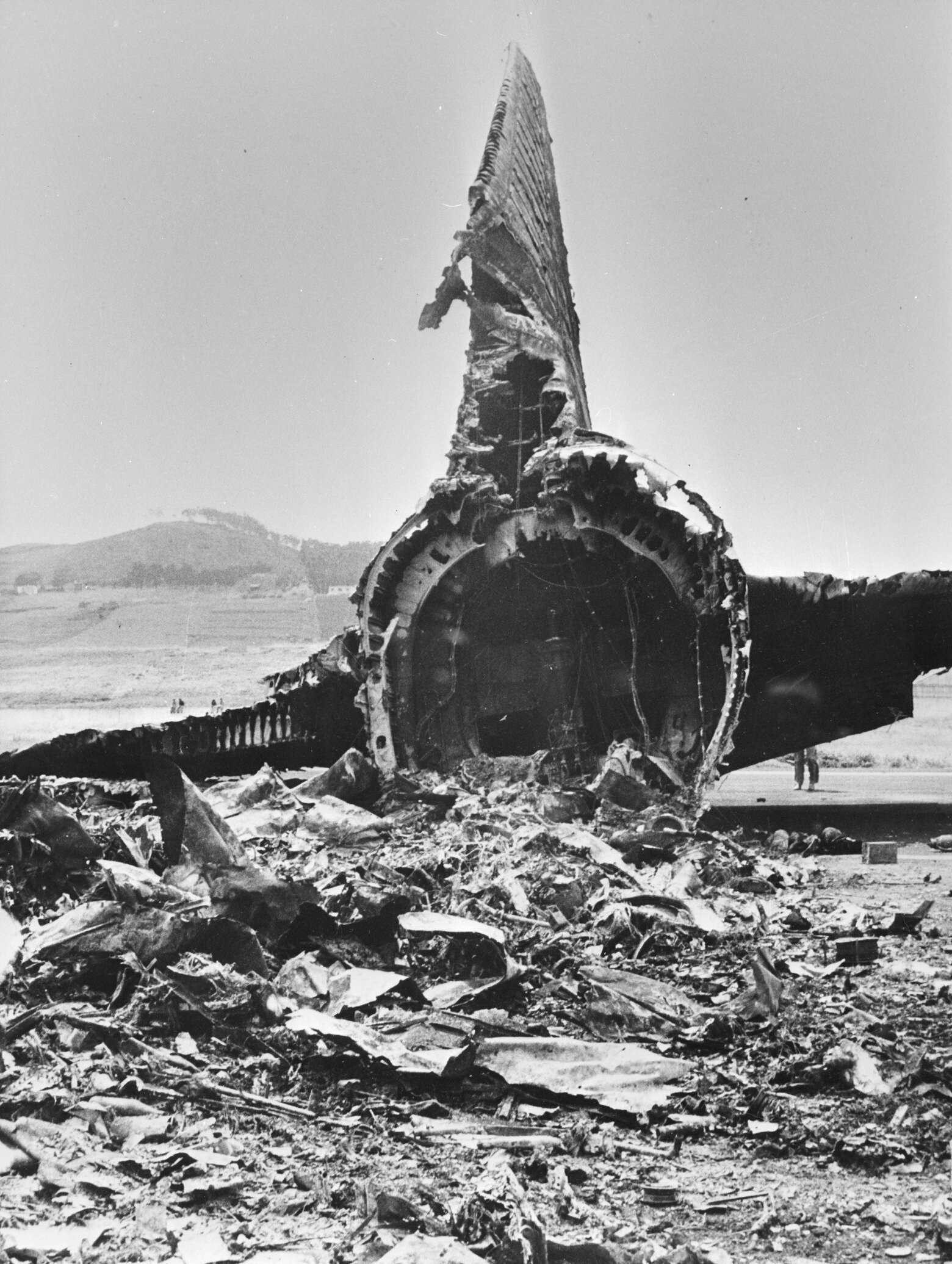
لاشهٔ کاال‌ام و سکان عمودی هواپیما

هر دو هواپیما در این برخورد به‌کلی نابود شدند. همهٔ ۲۴۸ مسافر و خدمهٔ هواپیمای کاال‌ام جان باختند، همچنین ۳۳۵ نفر از مسافران و خدمهٔ هواپیمای پان ام (که عمدتاً مهمانداران و یک سرمهماندار بودند) نیز کشته شدند، که علت اصلی آن آتش و انفجار ناشی از سوختی بود که در اثر برخورد نشت کرده و شعله‌ور شده بود. ۶۱ نفر از مسافران و خدمهٔ پان ام جان سالم به در بردند. در ابتدا ۷۰ نفر نجات یافته بودند، اما ۹ تن از آن‌ها بعدها بر اثر جراحات جان باختند. در میان بازماندگان، کاپیتان، افسر اول، مهندس پرواز و چهار مهماندار حضور داشتند. بیشتر بازماندگان پرواز پان ام از طریق شکاف‌هایی در بدنهٔ هواپیما و از سمت بال چپ، که سالم مانده و دور از محل برخورد بود، پیاده شدند.
موتورهای هواپیمای پان ام تا چند دقیقه پس از سانحه همچنان روشن بودند، با وجود آن‌که افسر اول براگ قصد خاموش کردن آن‌ها را داشت. سقف کابین خلبان، جایی که کلیدهای خاموش کردن موتورها قرار داشتند، در برخورد تخریب شده بود و تمام خطوط کنترلی نیز پاره شده بودند، بنابراین خدمهٔ پرواز هیچ راهی برای کنترل سامانه‌های هواپیما، از جمله خاموش‌کننده‌های آتش موتور، نداشتند. بازماندگان منتظر امداد ماندند، اما امدادرسانی به‌سرعت انجام نشد، چراکه آتش‌نشانان در ابتدا از وجود دو هواپیما مطلع نبودند و در مه و دود غلیظ، بر روی لاشهٔ کاال‌ام که صدها متر دورتر بود تمرکز کرده بودند. سرانجام، بیشتر بازماندگان روی بال به پایین پریدند.
در میان کشته‌شدگان پرواز پان ام، ۵۳ مسافر از شهرستان اورنج، کالیفرنیا حضور داشتند که عمدتاً بازنشستگانی بودند که در تورهای گروهی شرکت کرده بودند.

### قربانیان سرشناس
- یاکوب فلدهاوزن فان زانتن، رئیس آموزش پرواز کاال‌ام و کاپیتان پرواز کاال‌ام.[۴۰]
- ایو مایر، مدل پین‌آپ، بازیگر و تهیه‌کنندهٔ سینما و همسر دوم کارگردان سینما راس مایر، در پرواز پان ام حضور داشت.[۴۵]
- A. P. Hamann، مدیر پیشین مدیریت شهری سن خوزه، از مسافران پرواز پان ام بود.[۴۶]

## پیامدها
روز بعد، جنبش استقلال جزایر قناری که مسئول بمب‌گذاری در گرن کناریا بود و زنجیرهٔ حوادث منتهی به این فاجعه را آغاز کرده بود، مسئولیت سانحه را رد کرد.
فرودگاه لوس‌رودئوس به‌مدت دو روز به روی تمام ترافیک هواگرد ثابت‌بال بسته شد. نخستین گروه از کارشناسان بررسی سانحه که روز بعد به تنریفه رسیدند، با قایقی که سه ساعت از لاس پالماس به طول انجامید به آن‌جا سفر کردند. نخستین هواپیمایی که توانست فرود بیاید، یک فروند لاکهید سی-۱۳۰ هرکولس ترابری متعلق به نیروی هوایی ایالات متحده آمریکا بود که در ساعت ۱۲:۵۰ روز ۲۹ مارس روی خزشراه اصلی فرودگاه به زمین نشست. هماهنگی این هواپیما توسط سرهنگ دوم دکتر جیمز کی. اسلیتون انجام شد که پیش از رسیدن تیم بررسی سانحه وارد محل شد و عملیات تریاژ بازماندگان را آغاز کرد. اسلیتون از پایگاه هوایی توررخن در نزدیکی مادرید، اسپانیا اعزام شده بود. او که جراح پرواز وابسته به گردان ۶۱۳ جنگندهٔ تاکتیکی بود، با کارکنان پزشکی محلی همکاری کرد و تا زمانی که آخرین بازمانده به مراکز درمانی منتقل شد، در محل باقی ماند. هواپیمای سی-۱۳۰ تمام بازماندگان و مجروحان را از فرودگاه تنریفه به لاس پالماس منتقل کرد؛ بسیاری از مجروحان از آن‌جا به پایگاه‌های نیروی هوایی آمریکا منتقل شدند تا درمان‌های تکمیلی را دریافت کنند.
سربازان ارتش اسپانیا مأمور پاک‌سازی لاشه‌های سانحه از روی باند و خزشراه‌ها شدند. تا ۳۰ مارس، مجوز راه‌اندازی خدمات پروازی با هواپیماهای کوچک صادر شد، اما هواپیماهای جت بزرگ همچنان اجازهٔ فرود نداشتند. فرودگاه لوس‌رودئوس در ۳ آوریل، پس از آن‌که لاشه‌ها از روی باند برداشته شدند و مهندسان آن را تعمیر کردند، به‌طور کامل بازگشایی شد.

## تحقیقات

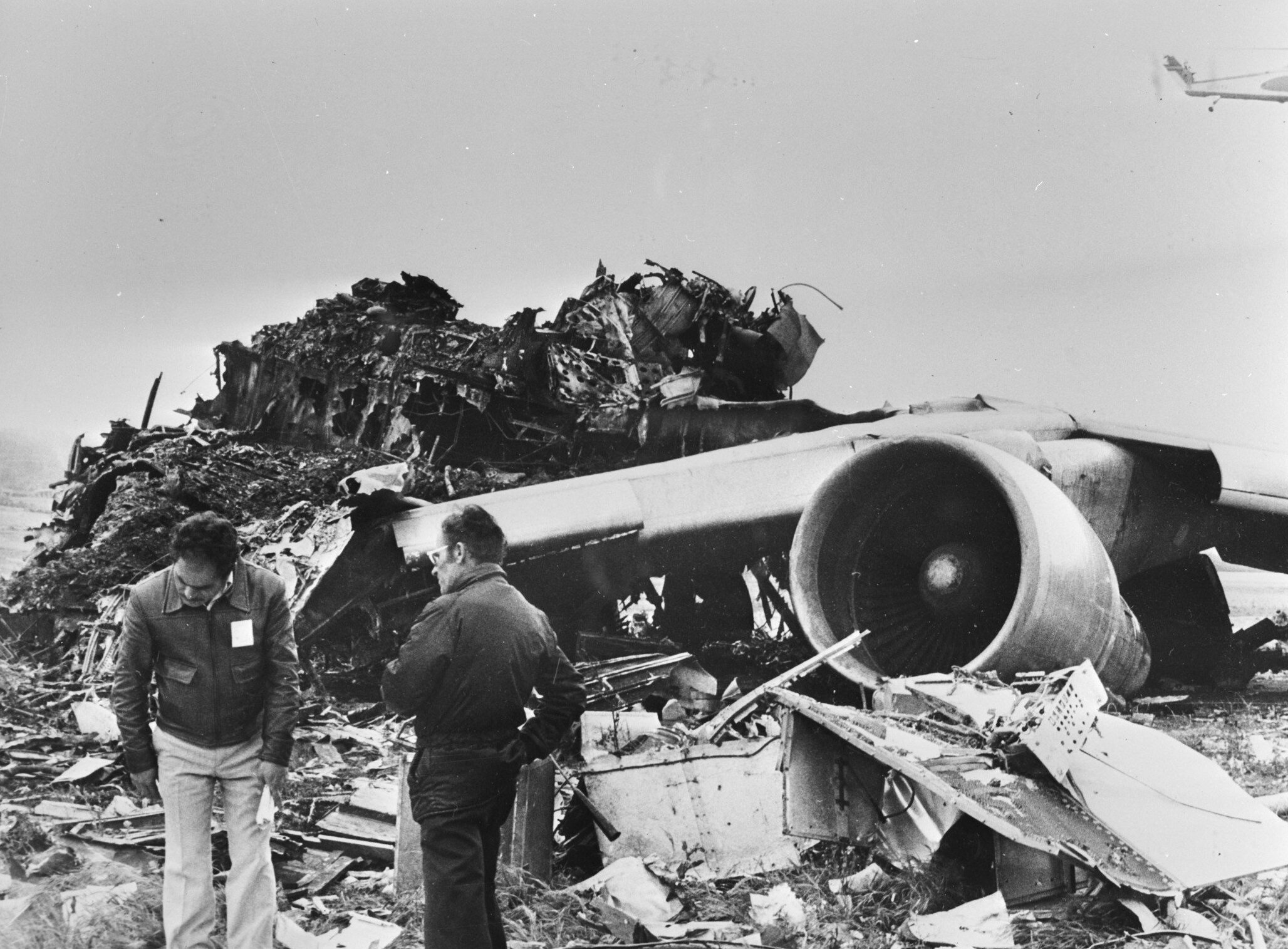
لاشهٔ بوئینگ ۷۴۷ متعلق به پان امریکن ورلد ایرویز

بررسی سانحه توسط کمیسیون بررسی سوانح و رخدادهای هوانوردی غیرنظامی اسپانیا (CIAIAC) انجام شد. حدود ۷۰ نفر در این تحقیق مشارکت داشتند، از جمله نمایندگانی از ایالات متحده، هلند و دو شرکت هواپیمایی مربوطه. یافته‌ها نشان دادند که پیش از سانحه سوءبرداشت‌ها و فرضیات نادرستی وجود داشته است. تحلیل متن ضبط‌شدهٔ جعبهٔ سیاه نشان داد که کاپیتان کاال‌ام تصور می‌کرد که مجوز برخاست را دریافت کرده، در حالی‌که برج مراقبت تنریفه گمان می‌کرد هواپیمای ۷۴۷ کاال‌ام در انتهای باند متوقف شده و در انتظار دریافت مجوز برخاست است.

### علت احتمالی
تحقیقات به این نتیجه رسید که علت اصلی سانحه این بود که فلدهاوزن فان زانتن بدون دریافت مجوز اقدام به برخاست کرد. بازرسان پیشنهاد کردند که انگیزهٔ او احتمالاً تمایل به ترک هرچه سریع‌تر فرودگاه بوده تا با مقررات زمان کار خدمهٔ کاال‌ام (که اوایل همان سال وضع شده بود) مطابقت داشته باشد و همچنین پیش از آن‌که وضعیت آب‌و‌هوا بیشتر وخیم شود.
دیگر عوامل اصلی مؤثر در وقوع سانحه عبارت بودند از:
- مه غلیظ و ناگهانی که دید را به‌شدت کاهش داده بود و باعث شده بود برج مراقبت و خدمهٔ هر دو هواپیما نتوانند یکدیگر را ببینند.
- تداخل ناشی از ارسال هم‌زمان پیام‌های رادیویی که شنیدن پیام‌ها را دشوار کرده بود.

عوامل زیر به‌عنوان عوامل مؤثر اما غیر بحرانی در نظر گرفته شدند:
- استفاده از عبارات مبهم و غیراستاندارد توسط افسر اول کاال‌ام («در حالت برخاست هستیم») و برج مراقبت تنریفه («باشه»).
- هواپیمای پان ام طبق دستور از خروجی سوم باند خارج نشد.
- فرودگاه مجبور به پذیرش تعداد زیادی هواپیمای بزرگ شد که به‌دلیل حادثهٔ تروریستی تغییر مسیر داده بودند، و این مسئله استفادهٔ عادی از خزشراه‌ها را مختل کرده بود.[۵۵]

### واکنش هلند

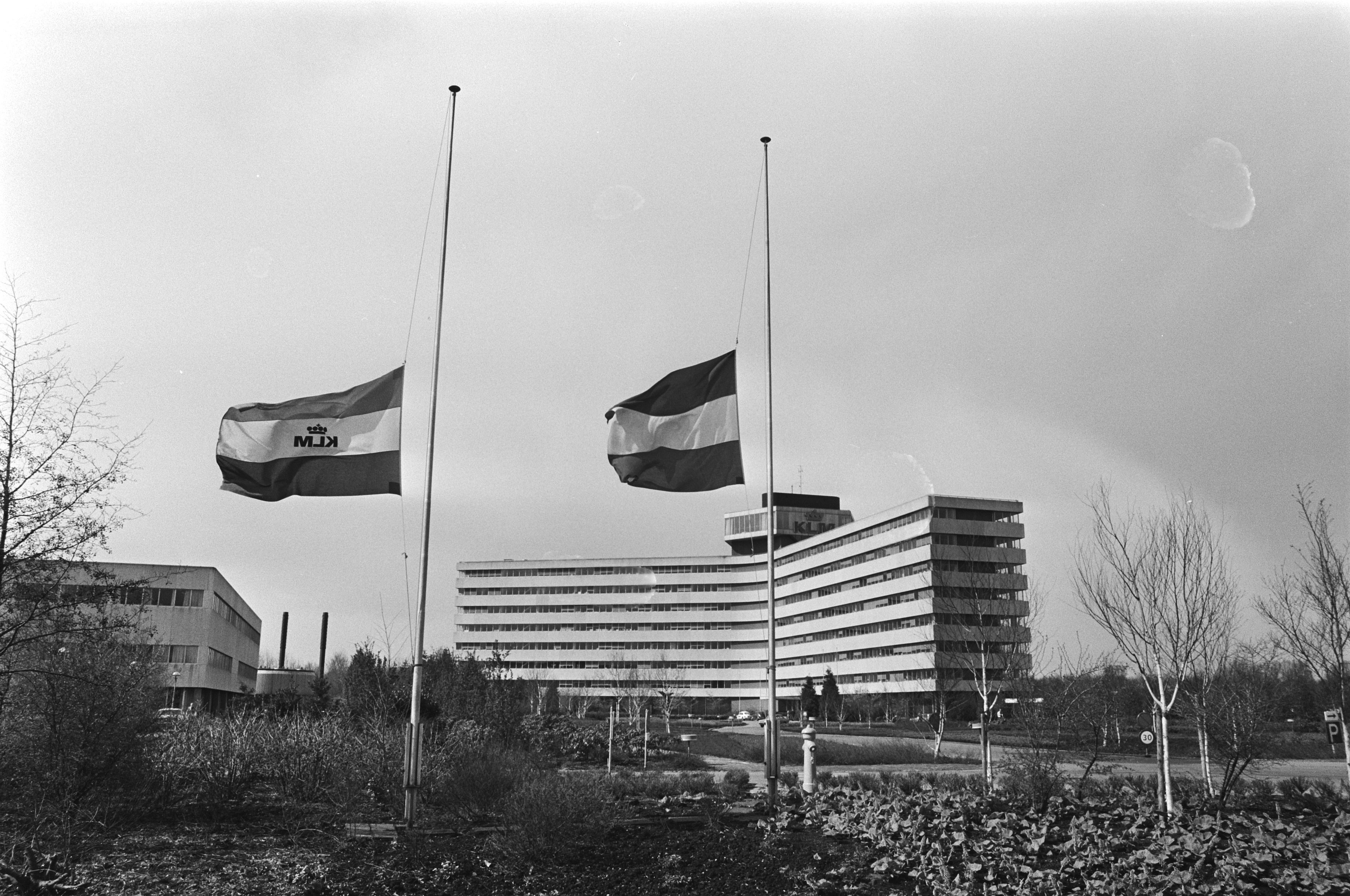
پرچم‌های نیمه‌افراشته در ساختمان مرکزی کاال‌ام در آمستلوین پس از فاجعه (۱۹۷۷)

مقام‌های هلندی تمایلی به پذیرش گزارش اسپانیایی که کاپیتان کاال‌ام را مقصر سانحه می‌دانست، نداشتند. ادارهٔ هوانوردی غیرنظامی هلند گزارشی در پاسخ منتشر کرد که ضمن پذیرش این‌که کاپیتان کاال‌ام «زودتر از موعد» برخاست کرده بود، استدلال می‌کرد که نباید تنها او را مسئول «سوءتفاهم متقابل» میان برج مراقبت و خدمهٔ کاال‌ام دانست، و اینکه باید محدودیت‌های استفاده از رادیو به‌عنوان ابزار ارتباطی بیشتر مورد توجه قرار می‌گرفت.
در پاسخ هلندی به‌طور ویژه به نکات زیر اشاره شده بود:
- شلوغی فرودگاه فشار اضافی‌ای بر همهٔ طرف‌ها از جمله خدمهٔ کابین کاال‌ام، خدمهٔ پان ام و مراقبت پرواز وارد کرده بود؛
- صداهای ضبط‌شده در جعبهٔ سیاه نشان می‌داد که خدمهٔ برج مراقبت اسپانیا در حین وقوع سانحه به یک مسابقهٔ فوتبال از رادیو گوش می‌دادند و ممکن است حواسشان پرت شده باشد؛[۵۷]
- پیامی که در آن برج مراقبت مجوز پروازی را به کاال‌ام ابلاغ کرد، مبهم بود و می‌توانست به‌اشتباه به‌عنوان مجوز برخاست نیز تفسیر شود. در تأیید این نکته، بازرسان هلندی به پیام‌های پان ام از جمله «نه! اه؟» و «ما هنوز داریم روی باند تاکسی می‌کنیم، کلیپر ۱۷۳۶!» اشاره کردند که نشان می‌داد گرا‌بز و براگ متوجه ابهام شده بودند (این پیام‌ها به‌دلیل ارتباط متقاطع هم‌زمان برای برج مراقبت و خدمهٔ کاال‌ام قابل شنیدن نبودند)؛
- هواپیمای پان ام از خروجی سوم فراتر رفته بود. اگر این هواپیما طبق دستور از همان خروجی سوم خارج شده بود، سانحه رخ نمی‌داد.[۵۸][۵۹]
- اگرچه مقام‌های هلندی در ابتدا تمایلی به سرزنش فلدهاوزن فان زانتن و خدمه‌اش نداشتند،[۵][۵۹] اما شرکت هواپیمایی کاال‌ام در نهایت مسئولیت سانحه را پذیرفت. این شرکت به خانواده‌های قربانیان غرامتی بین ۵۸٬۰۰۰ تا ۶۰۰٬۰۰۰ دلار پرداخت کرد (که با احتساب تورم، معادل حدود ۲۸۰٬۰۰۰ تا ۲٫۹ میلیون دلار امروزی است).[۶۰] مجموع غرامت‌ها بابت خسارت‌های مالی و مادی ۱۱۰ میلیون دلار بود (یا حدود ۵۳۱ میلیون دلار امروزی)،[۶۱] که به‌طور میانگین برای هر قربانی ۱۸۹٬۰۰۰ دلار (یا معادل ۹۱۳٬۰۰۰ امروزی) پرداخت شد؛ این محدودیت ناشی از پیمان‌های اروپایی جبران خسارت بود که در آن زمان لازم‌الاجرا بودند.

### گمانه‌زنی‌ها
این سانحه یکی از نخستین تحقیقاتی بود که بررسی «عوامل انسانی» را نیز در تحلیل خود گنجاند. از جمله موارد بررسی‌شده می‌توان به نکات زیر اشاره کرد:
- فلدهاوزن فان زانتن، که بیش از ده سال کاپیتان آموزشی و مربی شبیه‌سازهای پرواز در کاال‌ام بود، طی دوازده هفتهٔ پیش از سانحه هیچ پرواز مسافربری منظمی انجام نداده بود.[۶۳]
- خدمهٔ پرواز کاال‌ام، از جمله فلدهاوزن فان زانتن، نگران آن بودند که از حداکثر زمان کاری مجاز روزانه که بر اساس قوانین جدید هلند کاهش یافته بود، فراتر بروند. این نگرانی در تصمیم فلدهاوزن فان زانتن برای سوخت‌گیری در تنریفه به‌منظور بازگشت به آمستردام پس از توقفی کوتاه در لاس پالماس تأثیرگذار بود.

- تردید آشکار مهندس پرواز و افسر اول در به چالش کشیدن فلدهاوزن فان زانتن. تحقیقات رسمی پیشنهاد می‌کرد که این موضوع نه‌تنها به دلیل ارشد بودن رتبهٔ کاپیتان، بلکه به‌دلیل جایگاه او به‌عنوان یکی از محترم‌ترین خلبانان شرکت هواپیمایی بوده است.[۱۰][۶۴] افسر اول زمانی که فلدهاوزن فان زانتن برای نخستین بار اهرم‌های قدرت را جلو برد، مداخله کرد، اما در بار دوم چنین نکرد. هرچند مهندس پرواز از کاپیتان پرسید که آیا هواپیمای پان ام از باند خارج شده یا نه، ولی به‌نظر می‌رسید که با پاسخ کاپیتان قانع شد. کمک‌خلبان‌ها به‌روشنی تصمیم‌های کاپیتان را به چالش کشیده بودند، اما این کار را با قاطعیت کافی انجام ندادند تا بتوانند او را از ادامهٔ برخاست منصرف کنند.
- مهندس پرواز تنها عضو خدمهٔ پرواز کاال‌ام بود که به دستور برج مراقبت مبنی بر «گزارش ترک باند» واکنش نشان داد؛ احتمالاً به این دلیل که بررسی‌های پیش از پرواز خود را به پایان رسانده بود، در حالی‌که همکارانش با افزایش بار کاری هم‌زمان با وخامت دید مواجه بودند.[۶۵]
- گروه تحقیقاتی انجمن بین‌المللی خلبانان خطوط هوایی نتیجه گرفت که خدمهٔ کاال‌ام متوجه نشدند که پیام «پاپا آلفا یک هفت سه شش، گزارش دهید باند را ترک کرده‌اید» خطاب به پان ام بوده است، زیرا این تنها باری بود که پان ام با این عبارت خطاب قرار می‌گرفت. پیش‌تر از رمز فراخوان اصلی آن یعنی «کلیپر یک هفت سه شش» استفاده می‌شد.[۶۶]

سوخت اضافه‌ای که هواپیمای کاال‌ام دریافت کرده بود، چند عامل تأثیرگذار را به همراه داشت:
- برخاست به‌مدت ۳۵ دقیقه بیشتر به تأخیر افتاد، که این زمان کافی بود تا مه در فرودگاه مستقر شود؛
- بیش از ۴۵ تُن وزن اضافی به هواپیما افزوده شد،[۶۷] که فاصلهٔ لازم برای برخاست را افزایش داد و عبور از روی پان ام را دشوارتر کرد؛
- شدت بیشتر آتش‌سوزی ناشی از این سوخت اضافی در نهایت به مرگ تمامی سرنشینان انجامید.[۶۸][۶۹]

## میراث

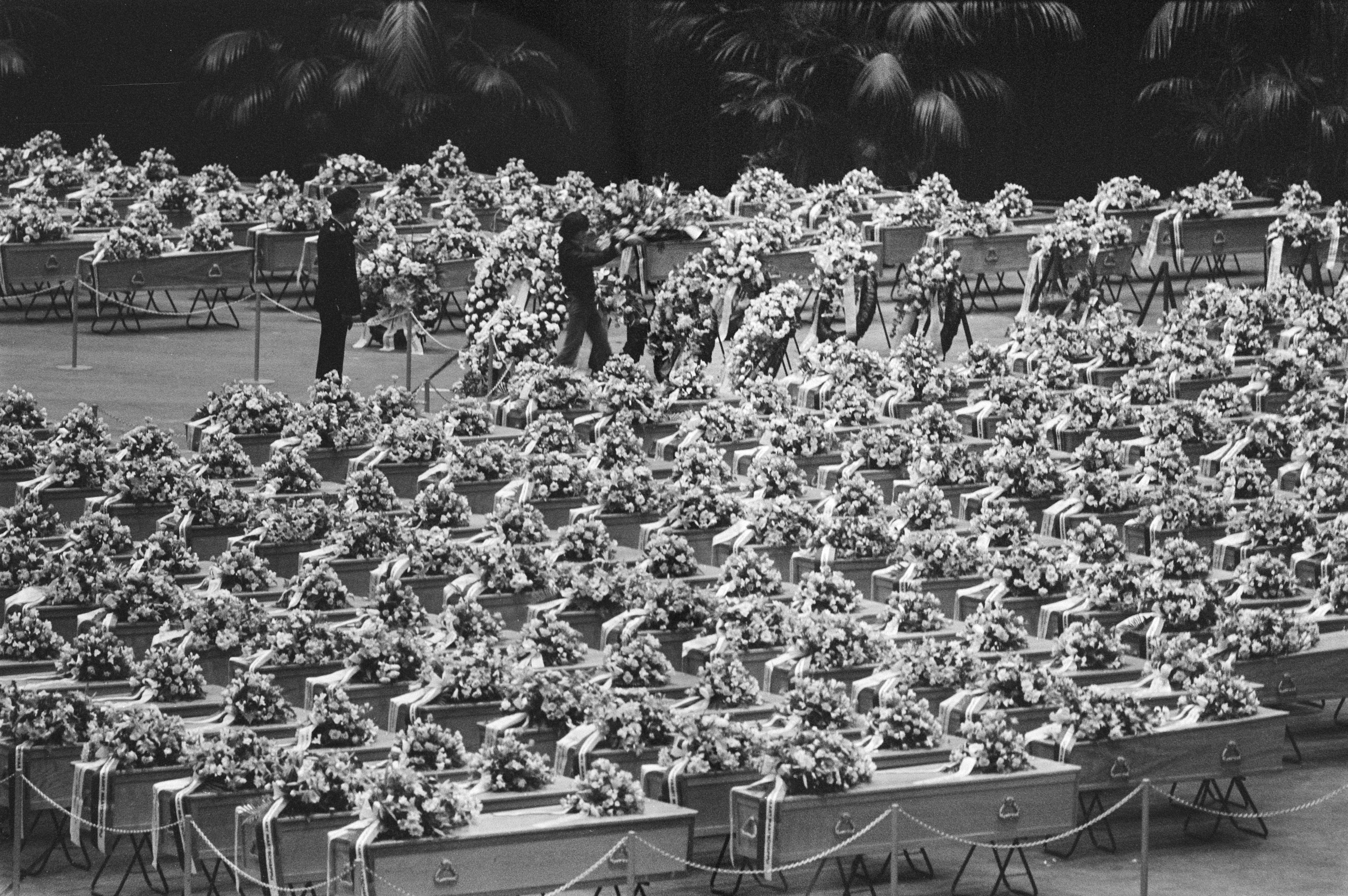
مراسم تشییع جنازهٔ قربانیان فاجعهٔ فرودگاه تنریفه در فرودگاه اسخیپول آمستردام (۶ آوریل ۱۹۷۷)

در پی این سانحه، تغییرات گسترده‌ای در مقررات بین‌المللی هوانوردی و طراحی هواپیماها ایجاد شد. سازمان‌های هوانوردی در سراسر جهان استفاده از عبارات استاندارد و تأکید بیشتر بر زبان انگلیسی به‌عنوان زبان کاری مشترک را الزامی کردند.
دستورهای مراقبت پرواز نباید صرفاً با عباراتی محاوره‌ای مانند «باشه» یا حتی «راجر» (که فقط به‌معنای دریافت پیام قبلی است) تأیید شوند، بلکه باید بخش‌های کلیدی دستور از سوی خدمه بازخوانی شود تا درک متقابل تأیید گردد. واژهٔ «برخاست» اکنون فقط در صورتی بیان می‌شود که واقعاً مجوز برخاست صادر شده یا لغو همان مجوز اعلام گردد (مثلاً «مجوز برخاست صادر شد» یا «لغو مجوز برخاست»). تا پیش از آن، خدمه و مراقبت پرواز باید به‌جای آن از واژهٔ «عزیمت» استفاده کنند (مثلاً «آماده برای عزیمت»). همچنین، در صورتی که مجوز پروازی برای هواپیمایی که روی باند قرار گرفته صادر شود، باید با دستور «در موقعیت باقی بمانید» آغاز گردد.
رویه‌های اتاقک خلبان نیز پس از این سانحه دستخوش تغییر شد. روابط سلسله‌مراتبی میان اعضای خدمه کمرنگ‌تر شد و بر تصمیم‌گیری گروهی با توافق جمعی تأکید بیشتری شد. اعضای کم‌تجربه‌تر خدمه تشویق شدند تا در صورتی‌که چیزی را نادرست می‌دانند، کاپیتان را به چالش بکشند و کاپیتان‌ها نیز موظف شدند به نظرات خدمه گوش دهند و همهٔ تصمیم‌ها را در پرتو نگرانی‌های آنان ارزیابی کنند. این رویکرد بعدها توسعه یافت و به چیزی تبدیل شد که امروزه به‌نام مدیریت منابع خدمه (CRM) شناخته می‌شود؛ که در آن تصریح شده است که همهٔ خلبانان، بدون توجه به میزان تجربه‌شان، مجازند با یکدیگر مخالفت کنند. این موضوع در جریان سانحه مشکل‌ساز شد، زمانی‌که مهندس پرواز پرسید که آیا پان ام هنوز روی باند است یا نه، اما فلدهاوزن فان زانتن (با بیش از ۱۱٬۰۰۰ ساعت پرواز) گفت که «مسلماً خارج شده‌اند» و مهندس پرواز تصمیم گرفت بهتر است با کاپیتان مخالفت نکند. از سال ۲۰۰۶، آموزش مدیریت منابع خدمه برای همهٔ خلبانان هواپیمایی الزامی شده است.
در سال ۱۹۷۸، دومین فرودگاه جزیرهٔ تنریف با نام فرودگاه تنریف جنوبی (TFS) افتتاح شد که اکنون عمدهٔ پروازهای گردشگری بین‌المللی را پوشش می‌دهد. فرودگاه لوس‌رودئوس، که به «فرودگاه تنریف شمالی» (TFN) تغییر نام یافت، تا سال ۲۰۰۲ تنها برای پروازهای داخلی و بین‌جزیره‌ای مورد استفاده قرار می‌گرفت، تا آن‌که با افتتاح یک ترمینال جدید، دوباره پروازهای بین‌المللی را نیز پذیرش کرد. دولت اسپانیا پس از این سانحه، سامانهٔ رادار زمینی را در فرودگاه تنریف شمالی نصب کرد.

## یادبودها
یادبود ملی هلند و محل دفن نهایی قربانیان هواپیمای کاال‌ام در آمستردام و در گورستان وست‌خارده واقع شده‌است. همچنین یادبودی در پارک و آرامستان وست‌مینستر در وست‌مینستر، کالیفرنیا در ایالات متحده نیز وجود دارد.
در سال ۱۹۷۷، صلیبی در رانچو برناردو، سن دیگو، کالیفرنیا به یاد ۱۹ نفر از ساکنان آن منطقه که در این فاجعه جان باختند، نصب شد.
در سال ۲۰۰۷، در سی‌امین سالگرد فاجعه، برای نخستین بار بستگان قربانیان هلندی و آمریکایی و امدادگران تنریفه در مراسم یادبود بین‌المللی که در «آئودیتوریو ده تنریفه» در سانتا کروز برگزار شد، گرد هم آمدند. یادبود بین‌المللی فاجعهٔ تنریفه، ۲۷ مارس ۱۹۷۷ نیز در روز ۲۷ مارس ۲۰۰۷ در «مسا موتا» افتتاح شد. این بنای یادبود توسط مجسمه‌ساز هلندی رودی فان دو ویندت طراحی شده بود.

## مستندها
این فاجعه در بسیاری از برنامه‌های تلویزیونی، پادکست‌ها و مستندها به تصویر کشیده شده‌است، از جمله:
- قسمت اول از مجموعهٔ بقا در آسمان با عنوان «سرزنش خلبان» (۱۹۹۶)
- قسمت دوازدهم از مجموعهٔ چند ثانیه تا فاجعه با عنوان «برخورد روی باند» (۲۰۰۴)
- قسمت ۶۲۵ از برنامهٔ نُوا شبکهٔ پی‌بی‌اس با عنوان «مرگبارترین سانحهٔ هوایی» (۲۰۰۶)
- ویژه‌برنامهٔ پی‌بی‌اس با عنوان «زنده‌ماندن از فاجعه: مغز چگونه در فشار شدید عمل می‌کند» (۲۰۱۱) که بر پایهٔ کتاب آماندا ریپلی با عنوان «غیرقابل‌تصور: چه کسانی هنگام فاجعه زنده می‌مانند و چرا» ساخته شده‌است
- یکی از قسمت‌های مجموعهٔ در چند ثانیه نابودشده
- قسمت ۱۳۳ (فصل ۱۶، قسمت ۳) از مجموعهٔ مستند تلویزیونی کانادایی پیام اضطراری با عنوان «فاجعه در تنریفه» (۲۰۱۶)، و همچنین قسمت ویژهٔ پیشین ۹۰ دقیقه‌ای با عنوان «سقوط قرن» (۲۰۰۵)
- تصاویری از لاشهٔ هواپیما در مستند فاجعه‌ای روزهای خشم (۱۹۷۹) به کارگردانی فرد وارشفسکی نمایش داده شده‌است.[۷۹]
- قسمت پنجم از مجموعهٔ در معرض دید (۲۰۲۳) تولید سرویس استریم نبولا
- قسمت‌های اول و دوم فصل پنجم از پادکست داستان‌های هشداردهنده (۲۰۲۵) با اجرای تیم هارفورد